# Marià Fortuny
Marià Fortuny i Marsal (numele complet Marià Josep Maria Bernat Fortuny i Marsal; n. 11 iunie 1838, Reus, Catalonia, Spania – d. 21 noiembrie 1874, Roma, Regatul Italiei) a fost un pictor catalan din Spania, cunoscut pe plan internațional. Pe durata scurtei sale cariere, a realizat lucrări pe o varietate de teme specifice acelei perioade, printre care temele romantice și orientaliste.